# Sovetskie Železnje Dorogi
Sovetskie železnje dorogi (Cоветские железные дороги) abbreviato in SŽD è stata l'azienda ferroviaria monopolista di Stato dell'Unione Sovietica, interamente controllata dal governo.

## Storia
L'azienda iniziò le operazioni nel dicembre 1922, immediatamente dopo la formazione dell'Unione Sovietica e posta alle dipendenze del ministero delle ferrovie appositamente creato. L'azienda operò ininterrottamente fino al dicembre 1991, anno in cui l'Unione fu dissolta.
Per gran parte della durata delle sue attività è stata la più grande azienda ferroviaria del mondo, arrivando a gestire circa 150.000 km di ferrovia e contribuendo in modo determinante alla crescita del Paese.
Dopo la dissoluzione dell'Unione Sovietica l'azienda fu divisa in quattordici compagnie.

## Compagnie figlie
| Nome                                | Nazione      | Anno fondazione | Estensione rete |
| ----------------------------------- | ------------ | --------------- | --------------- |
| Ferrovie russe (RŽD)                | Russia       | 1992            | 85.500 km       |
| Ukrzaliznytsja (UZ)                 | Ucraina      | 1992            | 22.300 km       |
| Qazaqstan Temir Zholy (KTZ)         | Kazakistan   | 1992            | 15.000 km       |
| Belorusskaja železnaja doroga (BŽD) | Bielorussia  | 1992            | 5.491 km        |
| Ferrovie Uzbeke (OTY)               | Uzbekistan   | 1992            | 4.230 km        |
| Ferrovie Turkmene (TTY)             | Turkmenistan | 1992            | 3.181 km        |
| Azərbaycan Dəmir Yolu (ADY)         | Azerbaigian  | 1991            | 2.932 km        |
| Latvijas dzelzceļš (LZD)            | Lettonia     | 1992            | 2.269 km        |
| Lietuvos Geležinkeliai (LG)         | Lituania     | 1991            | 1.766 km        |
| Ferrovie della Georgia (SR)         | Georgia      | 1992            | 1.513 km        |
| Calea Ferată din Moldova (CFM)      | Moldavia     | 1992            | 1.156 km        |
| Ferrovie Armene (HYU)               | Armenia      | 1992            | 845 km          |
| Eesti Raudtee (EVR)                 | Estonia      | 1992            | 816 km          |
| Tajik Railways (TZD)                | Tagikistan   | 1992            | 616 km          |
| Kyrgys Temir Dscholu (KTJ)          | Kirghizistan | 1992            | 417 km          |